# Kritias (Archon)
Kritias (griechisch Κριτίας) war im Jahr 599/598 v. Chr. Athener Archon. Er war womöglich Enkel des Dropides, des Archons von 645/44 v. Chr., damit Bruder oder Vetter des gleichnamigen Archon von 593/92 v. Chr. sowie ein Verwandter Solons. Kritias’ Name wird in einer Inschrift zur Dichterin Sappho als Datierung genannt, wobei die genaue Datierung jedoch unklar ist. Zudem wird er dort ὁ πρότερος ho proteros „der frühere“ genannt, vermutlich um ihn vom (berühmten?) gleichnamigen Sohn  des Dropides zu unterscheiden.